# Ernst Hallinger
Ernst Hallinger (* 6. November 1905 in Berchtesgaden, Bayern; † 7. September 1977 in Salzburg) war ein österreichischer Politiker deutscher Herkunft. Hallinger war Mitglied der Sozialdemokratischen Partei Österreichs (SPÖ).

## Leben
Ernst Hallingers Geburtsort war Salzberg, eine seinerzeit noch eigenständige Gemeinde, die 1972 nach Berchtesgaden eingemeindet wurde. Nach dem Besuch der Volks- und Gewerbeschule absolvierte Ernst Hallinger ab 1917 eine Lehre zum Kunst- und Bauschlosser in Salzburg. 1926 legte er zudem die Meisterprüfung zum Elektriker ab und war danach bis 1933 als Metallarbeiter in verschiedenen Betrieben in der freien Wirtschaft tätig. Während der Zeit nach dem Anschluss Österreichs arbeitete Hallinger zunächst als Vertreter und zuletzt als Hilfsarbeiter.
1946 nahm er die Österreichische Staatsbürgerschaft an und trat der SPÖ bei.
Im selben Jahr wurde er Parteisekretär und Mitglied im Landesparteivorstand seiner Partei für das Bundesland Salzburg. 1949 wurde er für die SPÖ als Abgeordneter in den Salzburger Landtag entsandt, dem er knapp 10 Jahre, vom 1. Dezember 1949 bis zum 1. Juli 1959 angehörte. In seiner Zeit als Landtagsabgeordneter war er auch stellvertretender SP-Klubobmann (Fraktionsvorsitzender). Nur einen Tag nach seinem Ausscheiden aus dem Landtag zog Hallinger nach Wien, wo er am 2. Juli 1959 als Mitglied des Bundesrats vereidigt wurde. Erneut blieb er 10 Jahre Mitglied einer gesetzgebenden Körperschaft, ehe er am 14. Mai 1969 aus der Zweiten Österreichischen Parlamentskammer ausschied.
Neben seiner Tätigkeit als Politiker zählte Hallinger 1947 auch zu den Gründungsmitgliedern der Volkshilfe Salzburg.

## Auszeichnungen
- 1960: Goldenes Ehrenzeichen für Verdienste um die Republik Österreich
- 1970: Silbernes Ehrenzeichen des Landes Salzburg